# لفائف الطوابع
لفائف الطوابع، هو نوع من لفات طوابع البريد التي تباع في شرائح ملفوفة يبلغ عرضها طابعًا واحدًا. يشتق الاسم من طريقة التعامل المعتادة مع الشرائح الطويلة، والتي تتمثل في لفها على شكل لفات اسطوانية، بطريقة تذكرنا بلفائف الشريط اللاصق. تُباع نسبة كبيرة من الطوابع الحديثة على شكل لفات، لأنها أكثر قابلية للتعامل الآلي بكميات كبيرة من الطوابع الورقية أو طوابع الكتيبات.

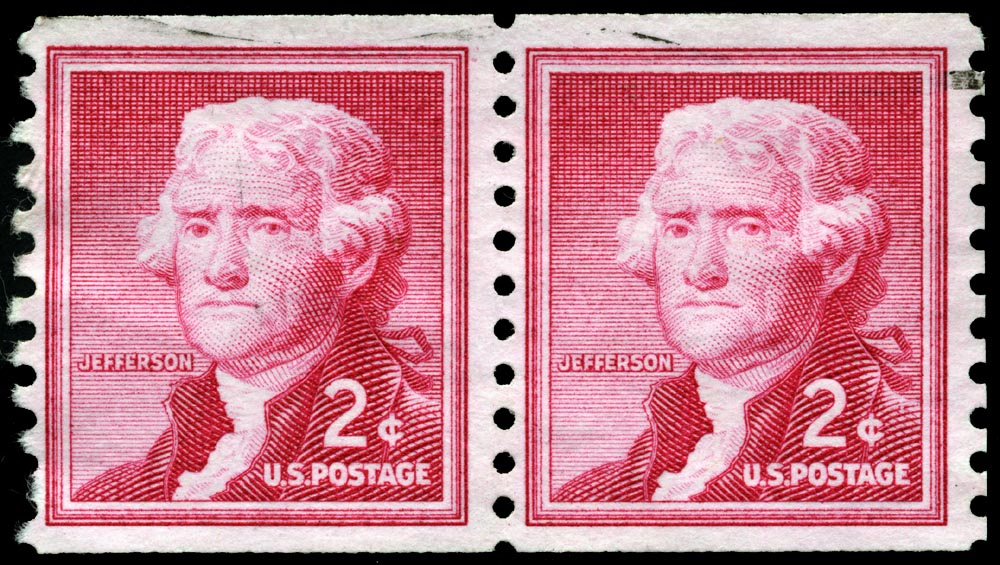
طابع بريد ملفوف استعمل بقيمة 2 سنت من الطوابع الأمريكية لعام 1954 على نطاق واسع طوال عقدي الخمسينات والستينات وكان يباع على شكل شرائح طويلة ملفوفة.

## تاريخ
ظهرت الطوابع الملفوفة على شكل لفات لأول مرة في بداية القرن العشرين. وكان إنتاج لفات الطوابع في معظم البلدان يقتصر على الطوابع اليومية المستعملة بكميات كبيرة، إلا أن السويد طبعت نسخًا ملفوفة من معظم طوابعها منذ عام 1920.

### المملكة المتحدة
في المملكة المتحدة، ظهرت الطوابع الملفوفة لأول مرة في عام 1907، لتجهيز آلات بيع الطوابع المثبتة حديثًا بالطوابع. ونظرًا لأنها كانت مقطوعة من أوراق كاملة، فقد تم ثقبها على جميع الجوانب الأربعة. ولأن كل طابع كان يساوي إما نصف بنس قديم أو بنس واحد، وكان 240 بنسًا يشكل جنيهًا إسترلينيًا واحدًا، فقد كانت الطوابع الملفوفة في لفات من 960 أو 480 لكل منها.

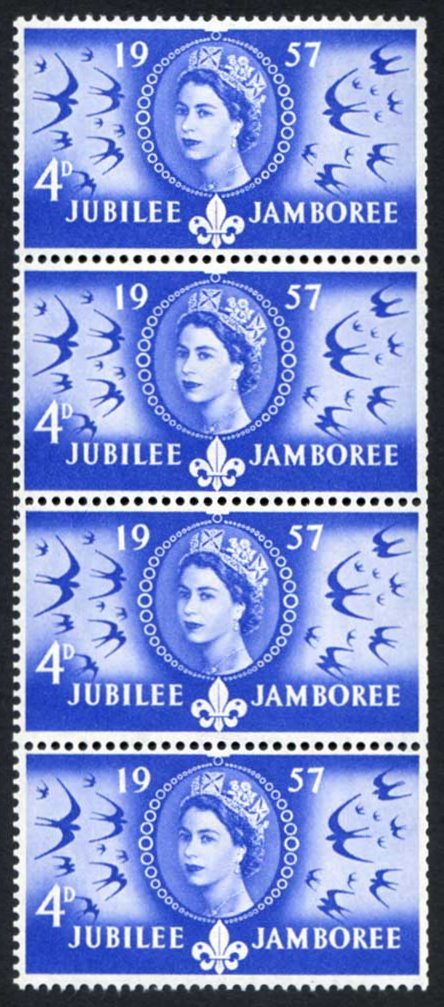
شريط طوابع ملفوف من طوابع تذكارية للكشافة البريطانية عام 1957 مع حواف الثقوب على أحد الجانبين مرئية بوضوح.

### الولايات المتحدة
في الولايات المتحدة، بدأت شركات آلات البيع في تجربة التوزيع الآلي للطوابع. ولم تنجح الجهود المبكرة لتقسيم الأوراق إلى شرائح يدويًا، لأنها كانت عرضة للتمزق والتشويش، وسرعان ما بدأت الشركات في طلب أوراق غير مثقبة من مكتب البريد، وقطعها إلى شرائح وثقبها بأشكال مختلفة بين كل طابع. ومن المعروف وجود مجموعة متنوعة من هذه "اللفات الخاصة"، بعضها نادر جدًا.

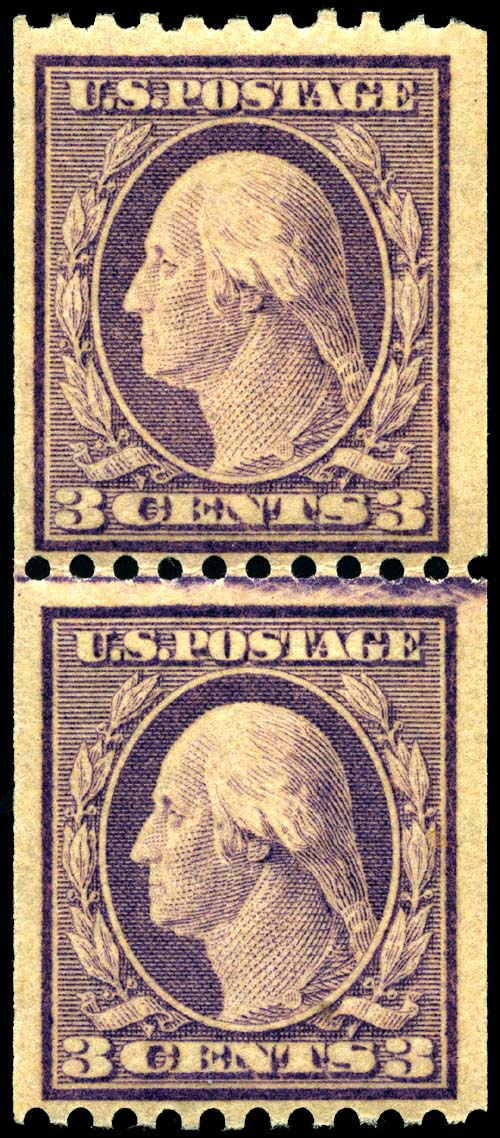
زوج من الطوابع مقطوع من لفات رأسية بخط مشترك، الولايات المتحدة الأمريكية 1917.

ولقد ظهرت أولى اللفائف التي أنتجتها الحكومة الأميركية في عام 1908، حيث صنعت عن طريق لصق عدد كافٍ من الأوراق غير المثقوبة معًا لصنع لفات من 500 أو 1000 طابع، وقطعها إلى شرائح وثقبها فيما بينها. انتجت قيم 1 سنت و2 سنت و5 سنتات في سلسلة عام 1902 (إصدار المكتب الثاني) في إصدارات لفيفة، ولكن عدد النسخ الموجودة قليل نسبيًا لأنه في أواخر عام 1908 حلت إصدارات واشنطن-فرانكلين محل سلسلة اللفائف. ونتيجة لذلك، فإن جميع لفائف المكتب الثاني نادرة جدًا. حتى اللفائف الأفقية الأكثر شيوعًا، والتي يبلغ سعرها 2 سنت، يمكن أن تصل إلى 2000 دولار أمريكي، في حين أن اللفائف الرأسية الأكثر ندرة، والتي يبلغ سعرها 1 سنت، بيعت بمبلغ 130.000 دولار في مزاد عام 2009، واللفائف الرأسية الأكثر ندرة والتي يبلغ سعرها 2 سنت (ثماني نسخ فقط معروفة) من الممكن أن تباع مقابل أكثر من ذلك بكثير، إذا توفرت.
وبمرور الوقت، اعتمد مكبس دوار، والذي يلغي مرحلة اللصق. إذ تحتوي اللوحة الأسطوانية المستخدمة في المكبس الدوار على خط التماس حيث يميل الحبر إلى التراكم، مما يؤدي إلى أزواج خطوط الوصل.

## الثقوب
عادةً ما توجد ثقوب الطوابع الملفوفة باللفة على طول الجانبين الأيمن والأيسر ("ثقب رأسي")، ولكن جرى إنتاجها أيضًا مع ثقوب على طول الجزء العلوي والسفلي ("ثقب أفقي"). الثقوب الأطول على أحد الجانبين مقارنة بالجانب الآخر، والفصل عن طريق القطع بدلاً من التمزيق، هي مؤشرات على أن الختم ربما جاء من لفة ملفوفة.

## الابتكارات المستعملة
من بين الابتكارات الحديثة التي حصلت من خلال تقنية اللصق الذاتي في الطوابع الملفوفة بدون بطانة. وفي حين أن معظم الطوابع ذاتية اللصق تحتوي على ورق داعم، فإن الطوابع الملفوفة بدون بطانة تشبه لفافة من الشريط اللاصق. وتميل هذه اللفائف إلى أن تكون ضخمة، مع احتمال احتوائها على آلاف الطوابع، وتميل إلى استعمالها فقط في عمليات مكاتب البريد الكبيرة.

## معرض الصور

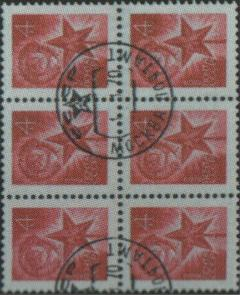
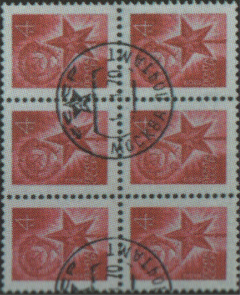
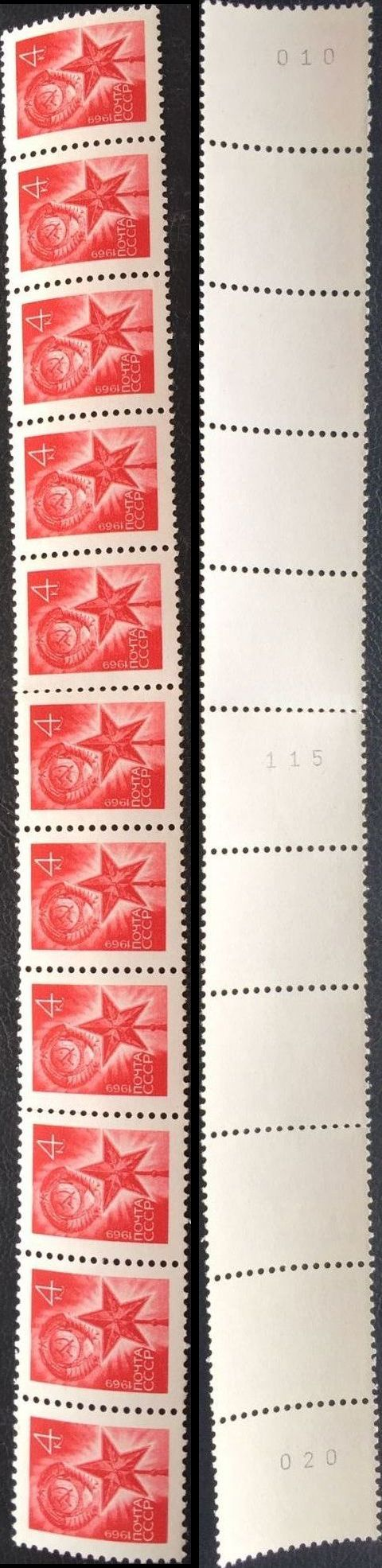

## روابط خارجية
- The £sd Postage Stamps of Great Britain Issued in Rolls